# Lars Grorud
Lars Grorud (Tønsberg, 2 luglio 1983) è un ex calciatore norvegese, di ruolo difensore.

## Carriera

### Club
Grorud ha cominciato la carriera con la maglia dell'Eik-Tønsberg, per vestire poi quella del Tønsberg. Proprio con questa maglia, ha esordito nella 1. divisjon: è stato infatti titolare nella sconfitta casalinga per 1-2 contro lo Skeid.
È passato in seguito al Sogndal: ha debuttato con questa casacca il 20 aprile 2008, sostituendo Morten Christensen nella sconfitta per 3-0 sul campo del Sandnes Ulf. Il 18 ottobre ha segnato il primo gol, nel pareggio per 1-1 contro lo Start. Ha contribuito alla promozione nell'Eliteserien del Sogndal, maturata nel campionato 2010. È stato capitano della squadra e in generale uno dei difensori centrali più affidabili della categoria.
Il 15 settembre 2010 è stato ufficializzato il suo trasferimento al Brann, valido dal 1º gennaio 2011. Si è legato al club con un contratto dalla durata triennale. Ha esordito nella massima divisione norvegese il 9 aprile 2011, subentrando a Hassan El Fakiri nella sconfitta casalinga per 0-1 contro il Fredrikstad. Il 18 luglio ha segnato la prima rete nell'Eliteserien, nella sconfitta per 4-2 contro il Fredrikstad.
Il 9 agosto 2012 è stato ufficializzato il suo passaggio dal Brann al Fredrikstad, club a cui si è legato con un contratto della durata di due anni e mezzo. Ha debuttato in squadra il 12 agosto, schierato titolare nella sconfitta per 3-0 in casa del Viking. Alla fine dell'annata, il Fredrikstad è retrocesso nella 1. divisjon. In vista del campionato 2013, è stato scelto come nuovo capitano.
A dicembre 2014 è passato al Fram Larvik, formazione militante nella 2. divisjon. È stato capitano della squadra. Ha esordito in squadra in data 18 aprile 2015, schierato titolare nella sconfitta casalinga 0-1 contro il Moss. Il 22 aprile ha segnato la prima rete, in una gara valida per il primo turno del Norgesmesterskapet: ha contribuito al successo per 3-2 sul Lyn, nei tempi supplementari della sfida. Ha totalizzato 15 presenze e 2 reti nella sua militanza nel club.
Il 30 luglio 2015 ha firmato un contratto valido per il successivo anno e mezzo con il Sandefjord, facendo così ritorno in Eliteserien. Ha esordito in squadra il 2 agosto, schierato titolare nella sconfitta per 3-2 maturata sul campo del Lillestrøm. A fine stagione, il Sandefjord è retrocesso in 1. divisjon.
Il 23 ottobre 2016, a seguito della vittoria interna per 1-0 contro il Bryne, il Sandefjord si è assicurato la promozione in Eliteserien con una giornata d'anticipo sulla fine del campionato. Grorud, che aveva saltato circa metà stagione per problemi fisici, ha poi rinnovato il contratto con la squadra per un'ulteriore stagione in data 2 novembre 2016.
Il 18 gennaio 2017 è stato nominato nuovo capitano del Sandefjord.
Il 23 dicembre 2020 ha reso noto il suo addio al calcio professionistico. Ha però continuato a giocare a livello dilettantistico, nelle file del Vidar.

## Statistiche

### Presenze e reti nei club
Statistiche aggiornate al 5 agosto 2021.
| Stagione            | Club                | Campionato          | Campionato | Campionato | Coppe nazionali | Coppe nazionali | Coppe nazionali | Coppe continentali | Coppe continentali | Coppe continentali | Supercoppe | Supercoppe | Supercoppe | Totale | Totale |
| Stagione            | Club                | Comp                | Pres       | Reti       | Comp            | Pres            | Reti            | Comp               | Pres               | Reti               | Comp       | Pres       | Reti       | Pres   | Reti   |
| ------------------- | ------------------- | ------------------- | ---------- | ---------- | --------------- | --------------- | --------------- | ------------------ | ------------------ | ------------------ | ---------- | ---------- | ---------- | ------ | ------ |
| 2000                | Eik-Tønsberg        | ?                   | ?          | ?          | CN              | ?               | ?               | -                  | -                  | -                  | -          | -          | -          | ?      | ?      |
| 2001                | Eik-Tønsberg        | 2D                  | ?          | ?          | CN              | ?               | ?               | -                  | -                  | -                  | -          | -          | -          | ?      | ?      |
| Totale Eik-Tønsberg | Totale Eik-Tønsberg | Totale Eik-Tønsberg | ?          | ?          |                 | ?               | ?               |                    | -                  | -                  |            | -          | -          | ?      | ?      |
| 2002                | Tønsberg            | 2D                  | ?          | ?          | CN              | ?               | ?               | -                  | -                  | -                  | -          | -          | -          | ?      | ?      |
| 2003                | Tønsberg            | 2D                  | ?          | ?          | CN              | ?               | ?               | -                  | -                  | -                  | -          | -          | -          | ?      | ?      |
| 2004                | Tønsberg            | 2D                  | ?          | ?          | CN              | ?               | ?               | -                  | -                  | -                  | -          | -          | -          | ?      | ?      |
| 2005                | Tønsberg            | 1D                  | 26         | 0          | CN              | ?               | ?               | -                  | -                  | -                  | -          | -          | -          | 26+    | 0+     |
| 2006                | Tønsberg            | 2D                  | ?          | ?          | CN              | ?               | ?               | -                  | -                  | -                  | -          | -          | -          | ?      | ?      |
| 2007                | Tønsberg            | 2D                  | ?          | ?          | CN              | ?               | ?               | -                  | -                  | -                  | -          | -          | -          | ?      | ?      |
| Totale Tønsberg     | Totale Tønsberg     | Totale Tønsberg     | 26+        | 0+         |                 | ?               | ?               |                    | -                  | -                  |            | -          | -          | 26+    | 0+     |
| 2008                | Sogndal             | 1D                  | 27+2       | 1+0        | CN              | ?               | ?               | -                  | -                  | -                  | -          | -          | -          | 29+    | 1+     |
| 2009                | Sogndal             | 1D                  | 30+1       | 1+0        | CN              | ?               | ?               | -                  | -                  | -                  | -          | -          | -          | 31+    | 1+     |
| 2010                | Sogndal             | 1D                  | 26         | 1          | CN              | 5               | 1               | -                  | -                  | -                  | -          | -          | -          | 31     | 2      |
| Totale Sogndal      | Totale Sogndal      | Totale Sogndal      | 83+3       | 3+0        |                 | 5+              | 1+              |                    | -                  | -                  |            | -          | -          | 91+    | 4+     |
| 2011                | Brann               | ES                  | 21         | 3          | CN              | 7               | 0               | -                  | -                  | -                  | -          | -          | -          | 28     | 3      |
| gen.-ago. 2012      | Brann               | ES                  | 7          | 0          | CN              | 1               | 0               | -                  | -                  | -                  | -          | -          | -          | 8      | 0      |
| Totale Brann        | Totale Brann        | Totale Brann        | 28         | 3          |                 | 8               | 0               |                    | -                  | -                  |            | -          | -          | 36     | 3      |
| ago.-dic. 2012      | Fredrikstad         | ES                  | 10         | 0          | CN              | -               | -               | -                  | -                  | -                  | -          | -          | -          | 10     | 0      |
| 2013                | Fredrikstad         | 1D                  | 28         | 3          | CN              | 1               | 0               | -                  | -                  | -                  | -          | -          | -          | 29     | 3      |
| 2014                | Fredrikstad         | 1D                  | 26+1       | 0          | CN              | 1               | 0               | -                  | -                  | -                  | -          | -          | -          | 28     | 0      |
| Totale Fredrikstad  | Totale Fredrikstad  | Totale Fredrikstad  | 64+1       | 3+0        |                 | 2               | 0               |                    | -                  | -                  |            | -          | -          | 67     | 3      |
| gen.-lug. 2015      | Fram Larvik         | 2D                  | 13         | 1          | CN              | 2               | 1               | -                  | -                  | -                  | -          | -          | -          | 15     | 2      |
| lug.-dic. 2015      | Sandefjord          | ES                  | 8          | 0          | CN              | 0               | 0               | -                  | -                  | -                  | -          | -          | -          | 8      | 0      |
| 2016                | Sandefjord          | 1D                  | 9          | 0          | CN              | 2               | 0               | -                  | -                  | -                  | -          | -          | -          | 11     | 0      |
| 2017                | Sandefjord          | ES                  | 11         | 0          | CN              | 0               | 0               | -                  | -                  | -                  | -          | -          | -          | 11     | 0      |
| 2018                | Sandefjord          | ES                  | 24         | 1          | CN              | 2               | 0               | -                  | -                  | -                  | -          | -          | -          | 26     | 1      |
| 2019                | Sandefjord          | 1D                  | 25         | 1          | CN              | 2               | 1               | -                  | -                  | -                  | -          | -          | -          | 27     | 2      |
| 2020                | Sandefjord          | ES                  | 22         | 1          | -               | -               | -               | -                  | -                  | -                  | -          | -          | -          | 22     | 1      |
| Totale Sandefjord   | Totale Sandefjord   | Totale Sandefjord   | 99         | 3          |                 | 6               | 1               |                    | -                  | -                  |            | -          | -          | 105    | 4      |
| 2021                | Vidar               | 3D                  | 0          | 0          | CN              | 1               | 0               | -                  | -                  | -                  | -          | -          | -          | 1      | 0      |
| Totale              | Totale              | Totale              | 303+       | 13+        |                 | 21+             | 3+              |                    | -                  | -                  |            | -          | -          | 324+   | 16+    |

## Palmarès

### Club

#### Competizioni nazionali
- 2. divisjon: 1

Tønsberg: 2004 (gruppo 1)